# Prawo do grzechu
Prawo do grzechu (cz. Právo na hřích) – czechosłowacki czarno-biały film komediowy z 1932 w reżyserii Vladimíra Slavínskiego. Adaptacja sztuki teatralnej Viléma Wernera.

## Obsada
- K. V. Marek jako dr Rudolf Mach, lekarz
- Truda Grosslichtová jako Věra
- Antonín Vaverka jako ojciec Rudolfa
- Helena Monczáková jako Fanynka, matka Rudolfa
- Zdeňka Baldová jako Marie Lípová, matka Věry
- Marie Grossová jako Jája
- Přemysl Pražský jako Otto Král, porucznik marynarki
- Jindra Hermanová jako tancerka Erika
- Jára Pospíšil jako śpiewak w barze
- Ilona Hodačová jako śpiewaczka w barze
- Darja Hajská jako pokojówka Běta
- Nina Ninon jako służąca Mařenka
- Luigi Hofman jako pacjent
- Hana Vítová jako pacjentka
- Helena Bušová jako klientka w barze
- Otto Zahrádka jako klient w barze
- Václav Pecián jako klient w barze
- Joža Jauris jako klient w barze
- Roman Roda-Růžička jako klient w barze
- Saša Razov jako klient w barze
- Josef Oliak jako klient w barze
- Marie Oliaková jako klientka w barze
- Lída Slavínská jako klientka w barze
- Marie Holanová
- F. X. Mlejnek
- Jan W. Speerger